# Richard F. Heck
Richard F. Heck (født 15. august 1931 i Springfield, Massachusetts, død 10. oktober 2015 i Quezon City, Filippinerne) var en amerikansk kemiker og nobelprisvinder. Han blev  tildelt Nobelprisen i kemi sammen med Ei-ichi Negishi og Akira Suzuki i 2010 for "palladiumkatalyserede krydskoblinger i organisk syntese".